# Chiara Galiazzo
Chiara Galiazzo, nota anche con lo pseudonimo di Chiara (Padova, 12 agosto 1986), è una cantante italiana, salita alla ribalta nel 2012 vincendo la sesta edizione del talent show X Factor.
La cantante ha al suo attivo tre partecipazioni al Festival di Sanremo: nel 2013 ottiene l'ottavo posto con Il futuro che sarà, nel 2015 il quinto posto con Straordinario e nel 2017 il quattordicesimo posto con Nessun posto è casa mia. Nel corso della sua carriera ha inoltre vinto un Wind Music Award e ha ottenuto una candidatura agli MTV Awards 2013, una al Medimex, una ai Nickelodeon Kids' Choice Awards, alcune ai World Music Award e una al Summer Festival 2015.

## Biografia

### Primi anni
Nata a Padova ma cresciuta a Saonara. Dopo aver frequentato il liceo si trasferisce a Milano per studiare Economia all'Università Cattolica del Sacro Cuore, dove si laurea nel 2012. Nello stesso periodo, nel 2010, frequenta il Centro Professione Musica di Milano. Contemporaneamente, prende parte a vari provini ma viene scartata due volte ad Amici di Maria De Filippi, nell'edizione del 2008 ed in quella del 2011 e, sempre nello stesso anno, viene scartata dalla quinta edizione di X Factor.

### Due respiri
Nel 2012 Chiara partecipa nuovamente ai provini di X Factor, entrando a far parte della categoria Over 25, capitanata da Morgan. La sesta edizione la vede vincitrice, ottenendo così un contratto discografico con la Sony Music. L'8 dicembre 2012 la cantante ha pubblicato il suo primo singolo, intitolato Due respiri, scritto da Luca Chiaravalli e Saverio Grandi e musicato dagli stessi assieme ad Eros Ramazzotti. Il brano ha ottenuto un ottimo successo commerciale, debuttando alla prima posizione della classifica italiana dei singoli e venendo certificato doppio disco di platino dalla FIMI.
Il singolo ha anticipato la pubblicazione del primo EP della cantante, l'omonimo Due respiri. Il 31 dicembre 2012 ha preso parte al gran concerto di Capodanno tenutosi a Roma insieme ad altri musicisti italiani, quali Pino Daniele, Mario Biondi e J-Ax.

### Un posto nel mondo

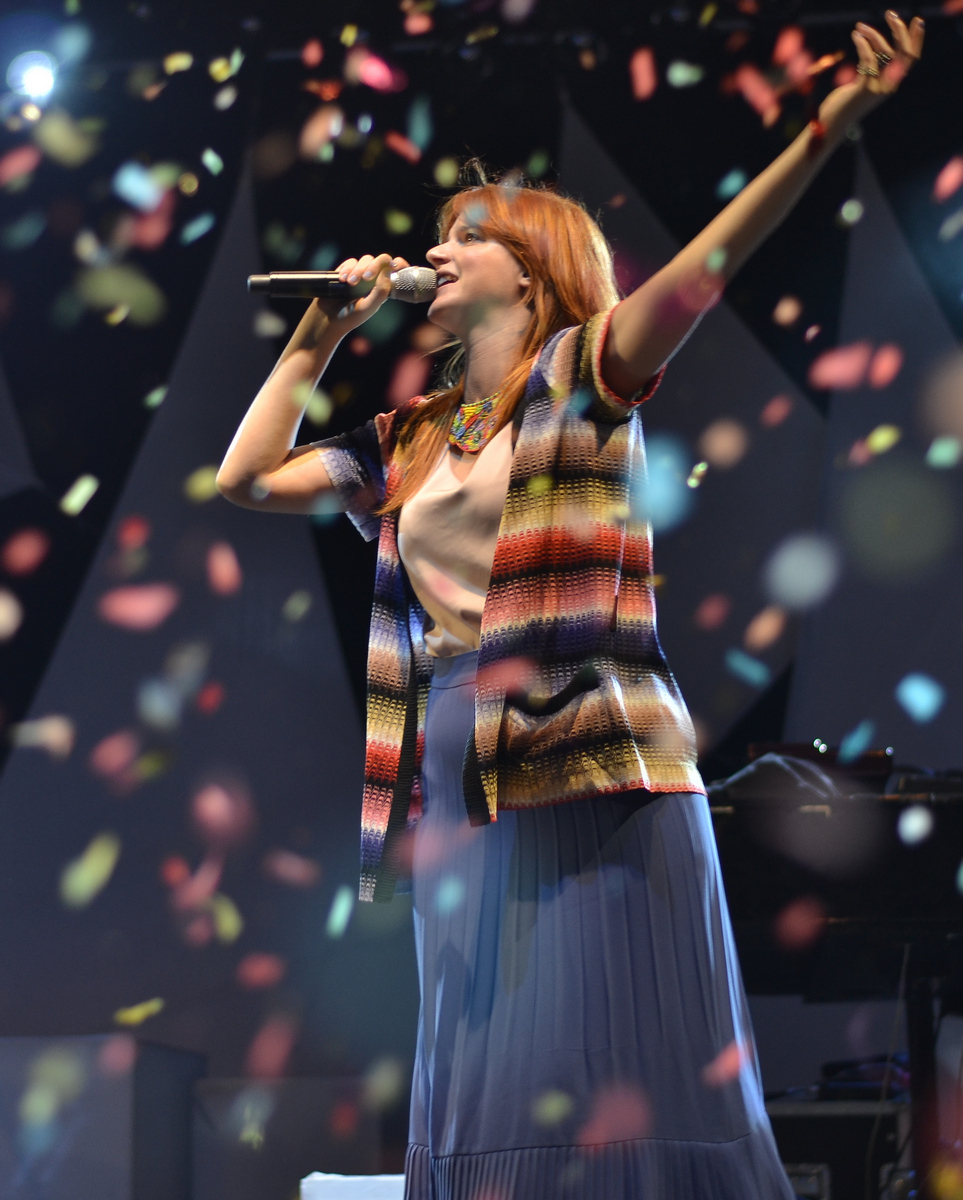
Chiara Galiazzo in concerto a Bellaria nel 2013

Nel 2013 la cantante ha preso parte all'annuale Festival di Sanremo nella categoria "Big", presentando dal vivo i brani L'esperienza dell'amore e Il futuro che sarà, scritte rispettivamente da Federico Zampaglione dei Tiromancino e Francesco Bianconi dei Baustelle. Attraverso il televoto del pubblico, Il futuro che sarà è stato scelto come brano atto a proseguire la manifestazione, alla quale Chiara è giunta ottava.
Durante la serata Sanremo Story del Festival, si esibisce nel brano di Mia Martini, Almeno tu nell'universo.
Il 14 febbraio 2013 è stato pubblicato l'album di debutto Un posto nel mondo, il quale ha debuttato al secondo posto della Classifica FIMI Album. Oltre ai brani sanremesi e al singolo Due respiri, l'album contiene brani firmati da Samuel dei Subsonica per Arrendermi e Artigli, Dente per Quello che non sa, oltre alle firme di Neffa per Cuore nero, Fiorella Mannoia, Ermal Meta (al tempo frontman dei La Fame di Camilla), Diego Mancino, Bungaro per Trasparenze e Gaetano Cappa per Supereroe. L'album, tra i mesi di settembre e ottobre 2013, è stato certificato disco d'oro per le oltre 30 000 copie vendute.

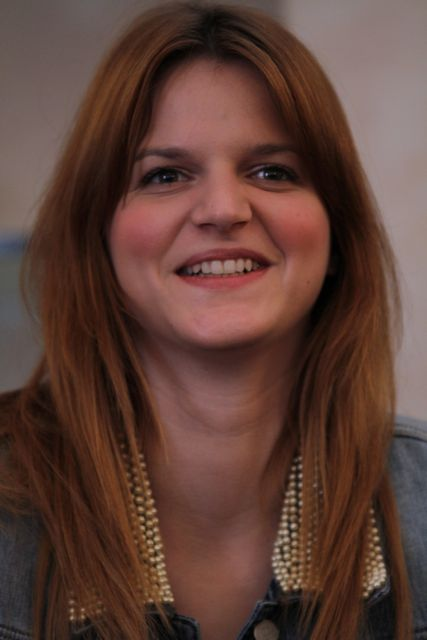
Chiara Galiazzo al Festival internazionale del giornalismo nel 2013

Nel febbraio 2013 ha ricevuto una candidatura ai Kids' Choice Awards 2013 nella categoria Miglior cantante italiano, mentre il 4 marzo ha partecipato insieme ad altri artisti al tributo a Lucio Dalla in Piazza Maggiore, eseguendo in tale manifestazione il brano Chissà se lo sai in duetto con Ornella Vanoni.
Il 29 marzo entra in rotazione, nelle radio nazionali, il secondo singolo Mille passi, cantato in duetto con Fiorella Mannoia che ne è anche l'autrice. Nello stesso periodo diventa la nuova Testimonial de #Amoiltalento spot pubblicitario della TIM per Telecom Italia in cui canta il brano Over the Rainbow, già proposto ad X Factor.
Il 3 giugno 2013 durante la premiazione dei Wind Music Awards ha ricevuto il premio per le vendite del singolo Due respiri, mentre quattro giorni più tardi è stato pubblicato il singolo Vieni con me, impiegato successivamente come base per lo spot TIM trasmesso durante l'anno. Il 15 giugno Chiara si è esibita agli MTV Awards 2013, in cui era in nomination nella categoria Pepsi Best New Artist e successivamente ha intrapreso l'Un posto nel mondo Tour, diviso in due parti: una estiva che ha toccato varie città d'Italia ed una invernale che l'ha portata ad esibirsi nei Teatri delle maggiori città italiane come Firenze, Bergamo, Milano, Roma e Bologna. Nel corso della parte invernale del tour, si è esibita al Blue Note di Milano, in due concerti svolti nel corso della stessa serata, denominati Chiara Acoustic, ottenendo il sold out.
A metà novembre 2013, la canzone Stardust viene reinterpretata dallo stesso Mika in collaborazione con Chiara e pubblicata come singolo il 12 novembre, ottenendo immediatamente il disco d'oro per la vendita di oltre 15 000 copie in digitale. Il singolo ha debuttato in prima posizione della Top Singoli ed è presente nella raccolta di Mika, Songbook Vol. 1. Il successo in Italia è stato tale al punto che il singolo è stato certificato quattro volte disco di platino con 120 000 copie vendute.
In concomitanza al duetto con Mika, Chiara ha pubblicato il video del brano L'esperienza dell'amore, uscito il 18 novembre 2013 sul canale YouTube della cantante. Durante la 48ª settimana del 2013, la reinterpretazione di Over the Rainbow è stata certificata disco d'oro dalla FIMI per aver venduto oltre 15 000 copie in digitale.
Il 18 maggio 2014 partecipa come ospite d'onore all'unico concerto italiano di Mika in occasione del #NutellaDay tenutosi a Napoli, duettando con lo stesso su Stardust ed in una versione appositamente adattata di Origin of Love.

### Un giorno di sole

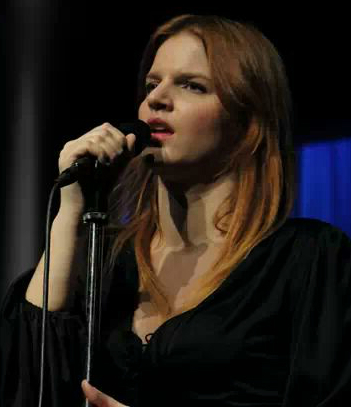
Chiara Galiazzo in concerto a Milano nel gennaio 2014

Il 3 settembre 2014 Chiara ha pubblicato attraverso il proprio canale YouTube un'anteprima di un nuovo singolo, intitolato Un giorno di sole. Nello stesso giorno, la cantante ha rivelato la copertina del singolo, il quale è stato reso disponibile per il download digitale il 5 settembre.

Il singolo ha anticipato il secondo album in studio della cantante, dal titolo omonimo e pubblicato il 7 ottobre dalla Sony Music. Riguardo sia all'album che al singolo, la stessa Chiara ha commentato:
L'11 settembre 2014 la cantante ha rivelato la copertina dell'album, mentre il giorno successivo ha annunciato anche la lista tracce dello stesso. Il 31 ottobre è uscito il secondo singolo estratto dall'album, ovvero Il rimedio la vita e la cura. Per il singolo è stato realizzato un video che ha visto la partecipazione molti attori del cinema italiano, tra cui Luca Argentero, Marco Cocci, Carolina Crescentini, Claudia Gerini, Francesco Montanari, Alessandro Roja, Fabio Troiano e molti altri.
Il 14 dicembre 2014 è stata rivelata la partecipazione della cantante al Festival di Sanremo 2015 con l'inedito Straordinario, scritto da Ermal Meta e classificatosi quinto al termine della manifestazione; tale brano ha anticipato la riedizione del secondo album in studio di Chiara, intitolata Un giorno di sole straordinario e contenente tre brani inediti e la reinterpretazione di Il volto della vita di Caterina Caselli, già eseguito da Chiara durante la terza serata del Festival di Sanremo. Dall'album è stato estratto anche il singolo Siamo adesso, entrato in rotazione radiofonica a partire dal 24 aprile dello stesso anno, di cui è stato pubblicato anche un videoclip.
Il 27 aprile 2015 è partita dal Teatro Duse di Bologna lo Straordinario Tour, tour di supporto a Un giorno di sole straordinario. Il 20 maggio Chiara ha cantato l'inno nazionale italiano in occasione della finale di Coppa Italia 2014-2015. Nel giugno dello stesso anno la cantante ha partecipato alla Summer Festival 2015 con il brano Siamo adesso, ottenendo una candidatura per il Premio RTL 102.5 - Canzone dell'estate.
Dal 12 settembre 2015 fa parte della giuria, assieme a Lorella Cuccarini, Fabrizio Frizzi e Massimiliano Pani, dell'ottava edizione del talent show Ti lascio una canzone. Nel 2015 ha collaborato con il rapper Rocco Hunt al brano Allora no!, presente in SignorHunt.

### Nessun posto è casa mia, collaborazioni
Nel corso del 2016 la cantante ha iniziato le sessioni di lavorazione al suo terzo album in studio. Nel mese di giugno è uscito l'album di cover di Giuliano Palma Groovin', contenente il brano Don't Go Breaking My Heart inciso con la cantante, mentre il 17 luglio dello stesso anno è uscito il singolo Follow the Summer di Paco Wurz con Chiara.
Nel febbraio 2017 Chiara ha partecipato al sessantasettesimo Festival di Sanremo con il singolo Nessun posto è casa mia, classificatosi quattordicesimo nella serata conclusiva. Il brano ha anticipato il terzo album in studio della cantante, anch'esso intitolato Nessun posto è casa mia, prodotto da Mauro Pagani e pubblicato il 24 dello stesso mese. Nella serata delle cover a Sanremo si esibisce assieme a Pagani con la canzone Diamante di Zucchero Fornaciari. Il disco si discosta dal precedente per l'abbandono della componente elettronica in favore di sonorità marcatamente pop e, nonostante la pubblicazione di ulteriori due singoli (Fermo immagine, 24 marzo, e Buio e luce, 12 maggio), ha ottenuto un basso successo in Italia, con una vendita complessiva pari a circa 5 000 copie.
Il 10 novembre è stata pubblicata la raccolta Duets - Tutti cantano Cristina di Cristina D'Avena in cui Chiara ha preso parte al brano Sailor Moon, sigla musicale dell'omonimo anime.
Il 10 dicembre 2017, attraverso la rete sociale, la cantante annuncia di volersi presentare anche artisticamente con il suo nome completo. La prima pubblicazione a recare il suo cognome è il singolo Gravity di Leo Stannard, uscito il 1º gennaio 2018.

### Bonsai
Il 26 aprile 2019, dopo un anno di silenzio artistico, la cantante è tornata sulle scene musicali con il singolo Pioggia viola, realizzato con la partecipazione vocale del rapper J-Ax. Contestualmente alla pubblicazione del singolo, l'artista ha intrapreso una nuova tournée denominata Il tour più piccolo del mondo, costituita da solamente quattro tappe, la prima delle quali si è tenuta il 17 maggio al Teatro della Concordia di Monte Castello di Vibio, mentre quella conclusiva ha avuto luogo presso il Teatro Gerolamo di Milano il 24 dello stesso mese. L'ultima esperienza dal vivo ha visto inoltre la partecipazione di Michele Bravi in qualità di ospite speciale, insieme al quale Chiara ha duettato sulle note del brano Grazie di tutto. Nello stesso periodo ha duettato con il rapper Space One in Isola di città.
Il 7 luglio l'artista è stata invitata a cantare a Tokyo in occasione della quarta edizione dell'evento Italia, amore mio! organizzato dalla Camera di commercio italiana in Giappone, venendo accompagnata nell'esibizione dal fisarmonicista Yasuhiro Kobayashi. Il 29 ottobre è stato pubblicato Magnifico donare, scritto da Virginio, brano che funge da colonna sonora per l'omonima campagna pubblicitaria promossa da UNITED Onlus e AIPaSiM Onlus, in collaborazione con AVIS, volta alla sensibilizzazione sull'importanza della donazione del sangue.
Il 22 novembre è entrato in rotazione radiofonica il singolo L'ultima canzone del mondo che, fra gli autori, vede la firma del cantautore Mahmood e di Francesco "Katoo" Cattiti, oltre che della cantante stessa. Il 3 dicembre ha preso parte, in qualità di ospite, ad una tappa del Revelation Tour di Mika, con il quale ha duettato in Stardust e in una versione inedita in lingua italiana di Lollipop, durante il concerto svoltosi al Mediolanum Forum di Assago.
Il 17 aprile 2020 è stato pubblicato il terzo singolo Honolulu, mentre a giugno è stato annunciato il titolo del quarto album, Bonsai, uscito il 3 luglio. Il quarto singolo, Non avevano ragione i Maya, è uscito il 19 giugno 2020.

### Attività successive

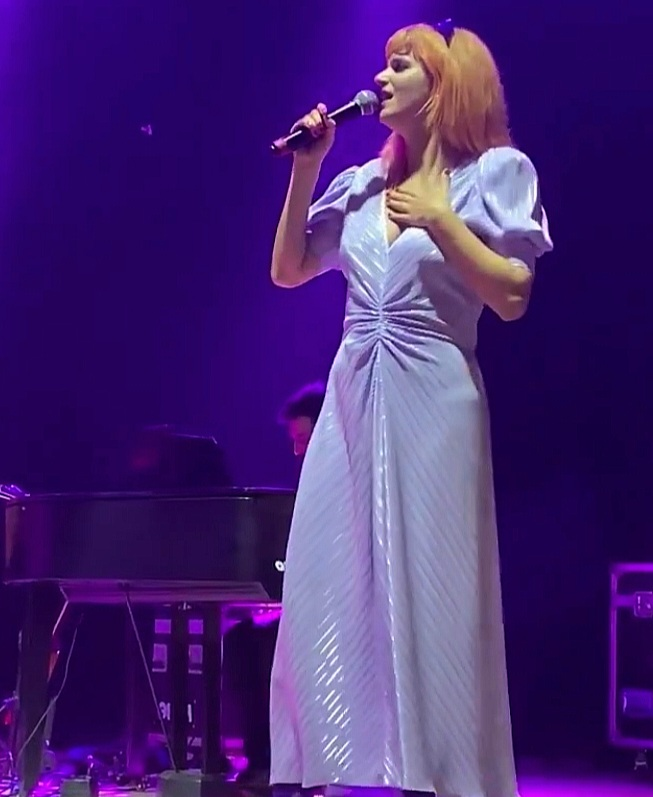
Chiara Galiazzo nel 2023

Nel 2021 ha partecipato alla realizzazione della colonna sonora della serie televisiva Un passo dal cielo 6 - I guardiani. A marzo partecipa musicalmente all'opera di videoarte NFT dell'artista Paolo Pibi intitolata Fake Golden Age. Il 26 maggio 2022 ha pubblicato la cover Un'estate fa, prima uscita all'indomani dello scioglimento del contratto con la Sony Music, prodotto dall'agenzia di organizzazione dei suoi concerti Baobab Music & Ethics e distribuito da Artist First, come parte di un progetto live estivo; nel tour, che ha toccato anche il Blue Note di Milano (dove si è esibita con la musicista jazz Sade Mangiaracina), ha eseguito anche diverse cover dal vivo di brani degli anni novanta e duemila di artisti come Jovanotti, Max Pezzali, Britney Spears, Lene Marlin, Gianluca Grignani, Eiffel 65 e Natalie Imbruglia. Il tour è stato aperto a giugno presso l'Istituto Italiano di Cultura di Los Angeles per l'apertura del Summer and Make Music Day. Comincia a lavorare dallo stesso periodo come artista indipendente, pubblicando diversi singoli in collaborazione con vari cantanti ed etichette. Il 28 aprile 2023 è uscito il singolo Salsedine in cui collabora con Marco Guazzone. A giugno si esibisce a Rimini (come prima data del tour estivo di 16 date che sarà dedicato ai propri successi storici) assieme a Morgan e Simona Molinari nella serata teatrale L'altro Battisti, dedicata completamente canzoni scritte da Lucio Battisti con Pasquale Panella. A luglio è l'inviata speciale del festival itinerante Porto Rubino, organizzato da Renzo Rubino in Puglia, realizzando interviste ed esibendosi nella serata finale.
Il 5 gennaio 2024 pubblica il singolo Istanti in cui canta con il duo pop rap napoletano I Desideri. Il singolo, edito nel circuito discografico indipendente per l'etichetta SG/Altafonte Italia (divisione Sony), è stato promosso principalmente sul web e con alcune partecipazioni televisive e radiofoniche, tra cui la trasmissione delle Donatella sulla web tv di Rds, Viva Rai2! di Fiorello e Stasera c'è Cattelan, raggiungendo più di 1 milione di visualizzazioni del videoclip su YouTube.
Il 3 maggio ha pubblicato il singolo Domani, assieme al cantautore e produttore Enri, per l'etichetta Capitol Records e la distribuzione Universal Music e durante il tour estivo si esibisce anche con l'Orchestra Sinfonica Gioacchino Rossini di Pesaro al Symphony Pop Festival di Fano. Il 13 settembre pubblica il singolo Di nuovo tu con l'etichetta indipendente Not for All Management. I nuovi singoli sono distribuiti da The Orchard, parte della Sony. In seguito viene esclusa per il secondo anno dal Festival di Sanremo con la canzone Valore, presentata in anteprima il giorno 9 dicembre e pubblicata il 10 gennaio 2025.
Nel maggio 2025 entra a far parte ufficialmente dell'etichetta Altafonte Italia, casa discografica indipendente italo-spagnola appartenente al circuito Sony Music. Il primo singolo con la nuova etichetta è Allegria bugiarda.

## Influenze musicali
Chiara Galiazzo è caratterizzata da una voce pulita e con una grande estensione vocale. Ha dichiarato di ispirarsi particolarmente a Mina, Dalida e Florence and the Machine, ma di ammirare tra gli altri anche i Jalisse e Valentina Giovagnini (dalla quale ha sostenuto di essere stata influenzata nello stile). Ha affermato che il suo cantautore prediletto è Piero Ciampi, mentre la sua vocalità ed espressività sono state paragonate, specie ad inizio carriera, a quelle di Laura Pausini, Adele e Iva Zanicchi.

## Discografia
- 2013 – Un posto nel mondo
- 2014 – Un giorno di sole
- 2017 – Nessun posto è casa mia
- 2020 – Bonsai

## Tournée
- 2013 – Un posto nel mondo tour
- 2015 – Straordinario Tour
- 2017 – Nessun posto è casa mia tour
- 2019 – Il tour più piccolo del mondo
- 2022 – Un'estate fa - Live 2022
- 2023 – Estate 2023
- 2024 – Un'InSolita estate 2024

## Riconoscimenti
- 2013 – Wind Music Awards – Premio Digital Songs Multiplatino per il singolo Due respiri
- 2014 – Rockol Awards – Promessa/Rivelazione italiana
- 2019 – Premio Lunezia – Premio Miglior Album con Nessun posto è casa mia
- 2022 – Premio dell'Istituto Italiano di Cultura di Los Angeles Contributi per la promozione della lingua e della cultura italiana all'estero
- 2023 – Premio speciale della Croce Rossa italiana: «cuore della Croce Rossa per l'impegno sempre dimostrato a favore delle persone più vulnerabili»[74]